# Иозиил
Иозиил (ивр. יַחֲזִיאֵל‎ — «Бог видит») — левит, сын Захарии, потомок Асафа, главного псалмопевца царя Давида. Обладая даром предвидения, предсказал иудейскому царю Иосафату его победу над соединёнными силами аммонитян и моавитян, одержанную без всякого сражения (2Пар. 20:14-18).
Иозиил уверил Иосафата, что Бог будет в предстоящей битве на его стороне и призвал не бояться предстоящего дня.